# Cratyna gilva
Cratyna gilva är en tvåvingeart som beskrevs av Hans-Georg Rudzinski 2000. Cratyna gilva ingår i släktet Cratyna och familjen sorgmyggor. Inga underarter finns listade i Catalogue of Life.